# Москва в произведениях искусства
Существует множество произведений искусства, в которых изображена Москва.

## Тексты
Москву описывают многие литературные произведения, в том числе художественно-публицистические. Список организован по жанрово-хронологическому признаку.
- Повести о начале Москвы — ряд произведений древнерусской литературы[1].

### Поэзия
- Алексей Ржевский. «Прости, Москва…» (1761)
- Александр Сумароков. «Все меры превзошла теперь моя досада…»(1770)
- Василий Майков. Освобожденная Москва (1772—1773)
- Денис Давыдов. При виде Москвы, возвращаясь с Персидской войны (1826)
- Кондратий Рылеев. «Повсюду вопли, стоны, крики…»  (1822 или 1823)
- А. С. Пушкин. Евгений Онегин. Из главы VII. (1827—1828)
- Николай Языков. Ау! (1831)
- Александр Полежаев. Иван Великий (1833)
- Михаил Лермонтов. «Москва, Москва!.. люблю тебя как сын…» (1835—1836)
- Фёдор Глинка. Москва (1840)
- Афанасий Фет. Москва (из Кернера) (1843)
- Михаил Дмитриев. Московская жизнь (1845). Поклонная гора (1845)
- Фёдор Тютчев. Спиритическое предсказание (1853)
- Аполлон Майков. Москве: В день столетия Московского университета (1855)
- Пётр Вяземский. Сравнение Петербурга с Москвой (1811). Из «очерков Москвы» (1858)
- Николай Некрасов. Дружеская переписка Москвы с Петербургом (1859)
- Константин  Бальмонт. Благовещенье в Москве (1903)
- Вяч. И. Иванов. Москва (1904)
- Иван Бунин. В Москве (1906). Москва (1916—1919)
- Максимилиан Волошин. Москва (1917)
- Валерий Брюсов. Советская Москва (1921). Парки в Москве (1929)
- Марина Цветаева. В Кремле (1908). Стихи о Москве (1916). Москве («Когда рыжеволосый самозванец…») (1917)
- Александр Яшин. «Я давно на родине не был…» (1918)
- Константин Бальмонт. Только (1922)
- Сергей Есенин. Москва кабацкая (цикл) (издан в 1924)
- Владимир Маяковский. Москва — Кенигсберг (1923). Две Москвы (1926). Автобусом по Москве (1927). Голос Красной площади (1927)
- Михаил Исаковский. Большая деревня (1925)
- Игорь Северянин. Стихи Москве (1925)
- Вера Инбер. Москва в Норвегии (1934)
- Наталья Кончаловская. Наша древняя столица (кн.1—3) (1947—1953)
- Маргарита Алигер. Моя Москва (1947)
- Леонид Мартынов. Красные ворота (1951)
- Юрий Левитанский. «Люблю осеннюю Москву…» (?)
- Юрий Нестеренко. «Московия» — песня

### Художественная проза
| Автор                                | Произведение                        | Жанр              | Год       |
| ------------------------------------ | ----------------------------------- | ----------------- | --------- |
| Николай Карамзин                     | Бедная Лиза                         | повесть           | 1792      |
| Василий Жуковский                    | Марьина Роща                        | повесть           | 1809      |
| Антоний Погорельский                 | Изидор и Анюта                      | повесть           | 1828      |
| Антоний Погорельский                 | Лафертовская маковница              | повесть           | 1825      |
| Александр Сергеевич Пушкин           | Гробовщик                           | повесть           | 1830      |
| Иван Тургенев                        | Муму                                | рассказ           | 1852      |
| Иван Тургенев                        | Клара Милич                         | повесть           | 1882      |
| Иван Тургенев                        | Первая любовь                       | повесть           | 1860      |
| Лев Толстой                          | Война и мир                         | роман             |           |
| Лев Толстой                          | Анна Каренина                       | роман             |           |
| Жюль Верн                            | Михаил Строгов                      | роман             |           |
| Антон Чехов                          | В Москве на Трубной площади         | рассказ           | 1883      |
| Антон Чехов                          | Три года                            | повесть           | 1895      |
| Антон Чехов                          | Страшная ночь                       | рассказ           | 1892      |
| Иван Бунин                           | Чистый понедельник.                 | рассказ           | 1944      |
| Иван Бунин                           | Митина любовь                       | повесть           | 1924      |
| Александр Куприн                     | Леночка                             | рассказ           | 1910      |
| Александр Куприн                     | На переломе (Кадеты)                | повесть           | 1900      |
| Александр Куприн                     | Юнкера                              | роман             | 1932      |
| Андрей Белый                         | Москва                              | роман-эпопея      | 1926—1932 |
| Михаил Булгаков                      | Московские сцены                    | фельетон          | 1923      |
| Михаил Булгаков                      | Собачье сердце                      | повесть           |           |
| Михаил Булгаков                      | Мастер и Маргарита                  | роман             |           |
| Илья Ильф и Евгений Петров           | Двенадцать стульев                  | роман             |           |
| Андрей Платонов                      | Московская скрипка                  | рассказ           |           |
| Андрей Платонов                      | Счастливая Москва                   | роман             |           |
| Сигизмунд Кржижановский              | Москва в первый год войны           | литературный цикл |           |
| Иван Шмелёв                          | Лето Господне                       | роман             |           |
| Иван Шмелёв                          | Мартын и Кинга                      | рассказ           |           |
| Борис Пастернак                      | Доктор Живаго                       | роман             |           |
| Венедикт Ерофеев                     | Москва — Петушки                    | поэма в прозе     |           |
| Владимир Войнович                    | Москва 2042                         | роман             |           |
| Василий Аксёнов                      | Москва Ква-Ква                      | роман             |           |
| Василий Аксёнов                      | Московская сага                     | роман             |           |
| Владимир Сорокин                     | Москва                              | сборник           |           |
| Виктор Пелевин                       | Тайм-аут, или Вечерняя Москва       | рассказ           |           |
| Виктор Пелевин                       | Краткая история пэйнтбола в Москве  | рассказ           |           |
| Владимир Сорокин                     | Эрос Москвы                         | повесть           |           |
| Вячеслав Пьецух                      | Новая московская философия          | роман             |           |
| Фантастика                           |                                     |                   |           |
| Сергей Лукьяненко                    | Ночной Дозор                        | роман             |           |
| Владимир Васильев, Сергей Лукьяненко | Дневной Дозор                       | роман             |           |
| Вадим Панов                          | Тайный город                        | литературный цикл |           |
| Детективы                            |                                     |                   |           |
| Борис Акунин                         | Азазель                             | роман             |           |
| Борис Акунин                         | Статский советник                   | роман             |           |
| Борис Акунин                         | Коронация, или Последний из романов | роман             |           |

### Драмы в стихах и прозе
- Михайло Херасков. Освобожденная Москва (1798)
- А. С. Пушкин. Борис Годунов
- А. С. Грибоедов. Горе от ума
- Александр Островский. Старый друг лучше новых двух (1860)
- Александр Островский. Свои собаки грызутся, чужая не приставай (1861)
- Александр Островский. Женитьба Бальзаминова (другое название — «За чем пойдёшь, то и найдёшь»; 1861)

### Документально-публицистическая проза
- К. Н. Батюшков. Прогулка по Москве (1811)
- Михаил Лермонтов. Панорама Москвы (первая публикация — 1891)
- Лев Толстой. О переписи в Москве (1882)
- Иван Кокорев. Очерки о Москве (1849)
- Михаил Загоскин. Москва и москвичи (1848)
- В. А. Гиляровский. Москва и москвичи
- Михаил Пыляев. Старая Москва.
- Виктор Никольский. Старая Москва
- Евгений Замятин. Москва — Петербург
- Михаил Булгаков. Москва краснокаменная.
- Михаил Булгаков. Москва 20-х годов
- Осип Мандельштам «Литературная Москва»
- Сигизмунд Кржижановский. Московские вывески
- Сигизмунд Кржижановский. Штемпель: Москва (13 писем в провинцию)
- Лион Фейхтвангер. Москва, 1937 год
- Михаил Вострышев. Московские обыватели
- Рахматуллин Рустам. Две Москвы, или Метафизика столицы
- Рахматуллин Рустам. Облюбование Москвы
- Путеводители серии «Москва, которой нет».
- Пётр Паламарчук. Сорок сороков. Краткая иллюстрированная история всех московских храмов.
- Балдин Андрей. Московские праздные дни.
- Алистер Кроули. Сердце Святой Руси[2][3].

## Изобразительное искусство
Образ Москвы представлен в живописи, графике, монументальном искусстве, промышленной графике, декоративно-прикладном искусстве и художественной фотографии.
- ВИРТУАЛЬНЫЙ ТУР по выставке «МОСКВА времен Екатерины II и Павла I в картинах Жерара Делабарта» (Русский музей, 2018)

### Иконопись и книжная миниатюра
- Икона Василия Блаженного. Первая половина XVIII века[4].
- Миниатюры Лицевого летописного свода

### Офорты, гравюры и эстампы
- План Москвы. [Сост. С. Герберштейн, грав. Ф. Хогенберг. Кёльн, 1575, оттиск до 1593]. Гравюра на меди. Один из самых ранних планов Москвы. Раскраска акварелью.
- Алексей Зубов. Офорт Торжественное вступление русских войск в Москву после победы под Полтавой (1711)
- Джон Джеймс. Вид на колокольню «Иван Великий» с разрушенной в 1812 году звонницей (первая четверть XIX в.). Гравюра.

### Станковая живопись
| Художник                     | Картина | Годы                   | Изображение |
| ---------------------------- | --- | ---------------------- | ----------- |
| Фридрих (Федор) Гильфердинг  | Красная площадь в Москве                                                                                            | 1780-е                 |             |
| Жерар Делабарт               | Ледяные горы в Москве на Неглинной улице во время масленой недели                                                   | 1795                   |             |
| Жерар Делабарт               | Вид Яузского моста и дома Шапкина в Москве                                                                          | 1790-е                 |             |
| Жерар Делабарт               | Вид Серебренических бань в Москве                                                                                   | 1790-е                 |             |
| Фёдор Алексеев               | Вид в Кремле у Спасских ворот                                                                                       | Около 1800             |             |
| Фёдор Алексеев               | Красная площадь в Москве                                                                                            | 1801                   |             |
| Максим Воробьёв              | Вид Московского Кремля со стороны Устьинского моста                                                                 | 1818                   |             |
| Иоганн-Непомук Раух          | Вид на Каменный мост и Кремль из Замоскворечья                                                                      | Вторая половина 1830-х |             |
| Густав Шварц                 | Иллюминация Воскресенских ворот и Кремля в 1856                                                                     |                        |             |
| Александр Попов (Московский) | Москва. Берег Яузы                                                                                                  | 1860                   |             |
| Василий Перов                | Тройка («Ученики мастеровые везут воду»; изображен склон Рождественского бульвара)                                  | 1866                   |             |
| Алексей Саврасов             | Сухарева башня (картина)                                                                                            | 1872                   |             |
| Алексей Саврасов             | Вид на Московский Кремль. Весна                                                                                     | 1873                   |             |
| Алексей Саврасов             | Зимний пейзаж. Москва                                                                                               | 1873                   |             |
| Василий Поленов              | Московский дворик                                                                                                   | 1878                   |             |
| Василий Поленов              | Бабушкин сад | 1878                   |             |
| Василий Суриков              | Утро стрелецкой казни                                                                                               | 1881                   |             |
| Владимир Маковский           | В полдень | 1879                   |             |
| Владимир Маковский           | На бульваре | 1886—1887              |             |
| Аполлинарий Васнецов         | Кремль | 1892                   |             |
| Аполлинарий Васнецов         | Московский Кремль. Соборы                                                                                           | 1894                   |             |
| Андрей Рябушкин              | Московская улица XVII века в праздничный день                                                                       | 1895                   |             |
| Аполлинарий Васнецов         | Старая Москва | 1896                   |             |
| Аполлинарий Васнецов         | Красная площадь | 1897                   |             |
| Аполлинарий Васнецов         | На рассвете у Воскресенского моста. Конец XVII века                                                                 | 1900                   |             |
| Аполлинарий Васнецов         | Всехсвятский каменный мост. Москва конца XVII века                                                                  | 1901                   |             |
| Аполлинарий Васнецов         | Каменный мост (Калинкин мост) в петровские времена                                                                  | 1902                   |             |
| Аполлинарий Васнецов         | Московский Кремль при Дмитрии Донском                                                                               |                        |             |
| Аполлинарий Васнецов         | Строительство деревянных стен Кремля. XII век                                                                       | 1903                   |             |
| Константин Юон               | Тройка у Старого Яра зимой                                                                                          | 1909                   |             |
| Константин Юон               | Гуляние на Девичьем поле                                                                                            | 1909 и 1947            |             |
| Аполлинарий Васнецов         | Московский застенок. Конец XVI века (Константино-Еленинские ворота московского застенка на рубеже XVI и XVII веков) | 1912                   |             |
| Константин Коровин           | Москворецкий мост                                                                                                   | 1914                   |             |
| Борис Кустодиев              | Московский трактир                                                                                                  | 1916                   |             |
| Аполлинарий Васнецов         | Оборона Москвы от хана Тохтамыша. XIV век                                                                           | 1918                   |             |
| Аполлинарий Васнецов         | Московский Кремль при Иване Калите                                                                                  | 1921                   |             |
| Аполлинарий Васнецов         | Расцвет Кремля. Всехсвятский мост и Кремль в конце XVII века                                                        | 1922                   |             |
| Аполлинарий Васнецов         | Троицкая церковь на Берсеневке                                                                                      | 1922                   |             |
| Константин Юон               | Парад Красной Армии                                                                                                 | 1923                   |             |
| Исаак Бродский               | В. И. Ленин на Красной площади                                                                                      | 1924                   |             |
| Варвара Степанова            | Здание Моссельпрома с рекламой В. В. Маяковского                                                                    | 1924—1925              |             |
| Аполлинарий Васнецов         | Уличное движение на Воскресенском мосту в XVIII веке                                                                | 1926                   |             |
| Аполлинарий Васнецов         | Башни. Новодевичий монастырь                                                                                        | 1926                   |             |
| Аполлинарий Васнецов         | Симонов монастырь. Облака и золотые купола                                                                          | 1927                   |             |
| Аристарх Лентулов            | Страстная площадь ночью. Москва                                                                                     | 1928                   |             |
| Василий Рождественский       | Московский пейзаж. Стройка                                                                                          | 1936                   |             |
| Николай Крымов               | Утро в Центральном парке культуры и отдыха им. Горького в Москве                                                    | 1937                   |             |
| Юрий Пименов                 | Новая Москва | 1937                   |             |
| Михаил Гуревич               | Пушкинская площадь                                                                                                  | 1937                   |             |
| Евгений Лансере              | Волга у стен Кремля                                                                                                 | 1937                   |             |
| Михаил Куприянов             | Пушкинская площадь                                                                                                  | 1943                   |             |
| Константин Юон               | Штурм Кремля в 1917 г.                                                                                              | 1947                   |             |
| Дмитрий Налбандян            | Тверской бульвар | 1958                   |             |
| Виктор Апфельбаум            | Мокрая зима | 1958                   |             |
| Юрий Жданов                  | Вечер в Москве | 1955                   |             |
| Александр Герасимов          | Улица Горького | 1959                   |             |
| Осип Авсиян                  | Зима на Сретенском бульваре                                                                                         | 1970                   |             |
| Игорь Попов                  | У Киевского вокзала                                                                                                 | 1970—1973              |             |
| Виктор Чулович               | Москва. Белорусский вокзал                                                                                          | 1969—1972              |             |
| Любовь Решетникова           | Масловка зимой | 1973                   |             |
| Ярослава Каплан              | Осенью на Москве-реке                                                                                               | 1979                   |             |
| Юрий Пименов                 | Свадьба на завтрашней улице                                                                                         | 1962                   |             |
| Татьяна Лившиц               | Москва с Ленинских гор                                                                                              | 1977                   |             |

### Фотографии и диорамы
- Александр Родченко. Серии ракурсных снимков «Дом на Мясницкой» (1925) и «Дом Моссельпрома» (1926).
- Ефим Дешалыт. Диорама Москва — столица СССР («Панорама Москвы»), создана в 1977 году для выставки, посвящённой 60-летию Октября, в Лос-Анжелесе.
- Николай Рахманов. Фотолетописец Москвы.

### Промышленная графика
Образ Москвы используется на открытках, почтовых марках, денежных знаках (в бонистике), на календарях, в наружной рекламе, сувенирных значках. 
- «Москва в XXIII веке» — серия открыток.

#### Марки
- Серии марок, посвящённые Московскому метрополитену[5].
- 800 лет Москвы — юбилейная серия 1947 года (№ 1202—1216)[6].

#### Плакаты
- Москва русским воинам в плену[7]
- «Вся Москва строит метро...»[8]
- «Да здравствует могучая авиация страны социализма!»[9]
- 800 лет Москвы. Слава тебе, непобедимая Москва, краса и гордость русского народа! (автор: Ливанова В. М., 1947)

### Медальерное искусство
Образ Москвы используется в медальерном искусстве (мелкой пластике), он встречается на монетах, медалях, нагрудных знаках.

#### Монеты
В Российской империи:
- Серебряный рубль «В честь коронации императора Александра III в Москве»
- Серебряный рубль «В честь коронации императора Николая II в Москве»
- Серебряный рубль «В честь открытия памятника императору Александру II в Московском Кремле»
- Серебряный рубль «В честь открытия памятника Александру III в Москве»
- Серебряный рубль «В память 100-летия Отечественной войны 1812 года»
- Серебряный рубль «В память 300-летия дома Романовых»

#### Ордена и медали
Ордена и медали СССР:
- Орден «Победа»
- Орден Славы
- Медаль «За оборону Москвы»
- Медаль «В память 800-летия Москвы»

## Музыкальные произведения

### Вокальная классическая музыка
- Чайковский. «Москва» — кантата на слова А. Майкова
- В. Шебалин. «Москва», кантата на слова Б. Липатова
- А. Мосолов. «Москва», оратория на слова разных авторов.

### Оперы и оперетты
- Модест Мусоргский — «Борис Годунов»
- Модест Мусоргский — «Хованщина»
- Александр Серов. Вражья сила
- Дмитрий Шостакович. «Москва, Черёмушки» Оперетта.

### Песни
Множество композиторов, поэтов-песенников и певцов посвятили свои песни Москве.
Шнуров (группа "Ленинград") - Москва, по ком звонят твои колокола? "Новая Волна 2015"
Мистер Твистер - Московские ночи (В.Дорохов - C.Карпов)

## Фильмы и сериалы
Как в советское время, так и в постсоветское было снято много кинофильмов, в которых и зритель мог увидеть город с экрана кинозала или телеэкрана. 
Советский кинотекст о Москве по художественному уровню и по масштабности является культурным феноменом, сопоставимым с классическим петербургским литературным текстом.  Произведения во многом определившие общий тон всего последующего советского московского кинотекста были созданы в 1930 — 1950-х годах (например, фильмы «Свинарка и пастух» 1941 года, «Светлый путь» 1940 года). Эти кинокартины, наряду с сопутствующими произведениями других жанров (в частности музыкальными) воплотили позитивный образ Москвы, как города, в котором сбываются мечты советского человека, стали программными для образа столицы в последующие десятилетия.  И даже в постсоветское время в кинематографе  нередко успешно эксплуатируются символы и образы советской Москвы, эстетика советского кинообраза столицы, аллюзии к советским кинопроизведениям.  В то же время, наблюдается и новая тенденция, в рамках которой режиссеры стремятся подчеркнуть новый, уже глобальный статус города, его сходство с ведущими мировыми мегаполисами, что, впрочем, иногда способствует скорее воспроизводству штампов голливудского кино.

### Художественные фильмы
Наиболее известные фильмы, сюжет которых разворачивался в Москве.
| Фильм                                   | Страна, студия                                      | Год       | Режиссёр                                                         |
| --------------------------------------- | --------------------------------------------------- | --------- | ---------------------------------------------------------------- |
| Папиросница от Моссельпрома             | СССР, Межрабпом-Русь                                | 1924      | Юрий Желябужский                                                 |
| Третья Мещанская                        | СССР, Объединённая Московская кинофабрика «Совкино» | 1927      | Абрам Роом                                                       |
| Дом на Трубной                          | СССР, Межрабпом-Русь                                | 1928      | Борис Барнет                                                     |
| Путёвка в жизнь                         | СССР, Межрабпомфильм                                | 1931      | Николай Экк                                                      |
| Весёлые ребята                          | СССР, Мосфильм                                      | 1934      | Григорий Александров                                             |
| Цирк                                    | СССР, Мосфильм                                      | 1936      | Григорий Александров                                             |
| Частная жизнь Петра Виноградова         | СССР, Москинокомбинат                               | 1934      | Александр Мачерет                                                |
| Ошибка инженера Кочина                  | СССР, Мосфильм                                      | 1934      | Александр Мачерет                                                |
| Новая Москва                            | СССР, Мосфильм                                      | 1938      | Александр Медведкин                                              |
| Свинарка и пастух                       | СССР, Мосфильм                                      | 1941      | Иван Пырьев                                                      |
| Миссия в Москву                         | США, Warner Brothers                                | 1943      | Майкл Кёртис                                                     |
| Небо Москвы                             | СССР, Мосфильм                                      | 1944      | Юлий Райзман, Александр Птушко (режиссёр комбинированных съёмок) |
| Иван Грозный                            | СССР, Мосфильм                                      | 1944      | Сергей Эйзенштейн                                                |
| Алёша Птицын вырабатывает характер      | СССР, Ленфильм                                      | 1953      | Анатолий Граник                                                  |
| Весна в Москве                          | СССР, Ленфильм                                      | 1953      | Иосиф Хейфиц, Надежда Кошеверова                                 |
| Верные друзья                           | СССР, Мосфильм                                      | 1954      | Михаил Калатозов                                                 |
| Старик Хоттабыч                         | СССР, Ленфильм                                      | 1956      | Геннадий Казанский                                               |
| Девушка без адреса                      | СССР, Мосфильм                                      | 1957      | Эльдар Рязанов                                                   |
| Черёмушки                               | СССР, Ленфильм                                      | 1962      | Герберт Раппапорт                                                |
| Я шагаю по Москве                       | СССР, Мосфильм                                      | 1963      | Георгий Данелия                                                  |
| Женитьба Бальзаминова                   | СССР, Мосфильм                                      | 1964      | Константин Воинов                                                |
| Июльский дождь                          | СССР, Мосфильм                                      | 1966      | Марлен Хуциев                                                    |
| Три тополя на Плющихе                   | СССР, Киностудия имени М. Горького                  | 1967      | Татьяна Лиознова                                                 |
| Москва в нотах                          | СССР                                                | 1969      | Хайнц Лизендаль, Игорь Гостев                                    |
| В Москве проездом…                      | СССР                                                | 1971      | Илья Гурин                                                       |
| Иван Васильевич меняет профессию        | СССР                                                | 1973      | Леонид Гайдай                                                    |
| Москва — Кассиопея                      | СССР                                                | 1973      | Ричард Викторов                                                  |
| Три дня в Москве                        | СССР                                                | 1974      | Алексей Коренев                                                  |
| Москва, любовь моя                      | СССР                                                | 1974      | Александр Митта, Кэндзи Ёсида                                    |
| Мимино                                  | СССР                                                | 1977      | Георгий Данелия                                                  |
| По семейным обстоятельствам             | СССР, Мосфильм                                      | 1977      | Алексей Коренев                                                  |
| Москва слезам не верит                  | СССР                                                | 1979      | Владимир Меньшов                                                 |
| Карнавал                                | СССР                                                | 1981      | Татьяна Лиознова                                                 |
| Покровские ворота                       | СССР                                                | 1982      | Михаил Козаков                                                   |
| Битва за Москву                         | СССР, Мосфильм                                      | 1985      | Юрий Озеров                                                      |
| Красная жара                            | США                                                 | 1988      | Уолтер Хилл                                                      |
| Полицейская академия 7: Миссия в Москве | США                                                 | 1994      | Алан Меттер                                                      |
| Московские каникулы                     | Россия                                              | 1995      | Алла Сурикова                                                    |
| Лимита                                  | Россия                                              | 1995      | Денис Евстигнеев                                                 |
| Москва                                  | Россия                                              | 1999      | Александр Зельдович                                              |
| Московская жара                         | США                                                 | 2004      | Джефф Челентано                                                  |
| Ночной дозор                            | Россия                                              | 2004      | Тимур Бекмамбетов                                                |
| Превосходство Борна                     | США                                                 | 2004      | Пол Гринграсс                                                    |
| Статский советник                       | Россия                                              | 2005      | Филипп Янковский                                                 |
| Дневной дозор                           | Россия                                              | 2006      | Тимур Бекмамбетов                                                |
| Жара                                    | Россия                                              | 2006      | Резо Гигинеишвили                                                |
| Точка                                   | Россия                                              | 2006      | Юрий Мороз                                                       |
| Нулевой километр                        | Россия                                              | 2007      | Андрей Кончаловский                                              |
| Глянец                                  | Россия                                              | 2007      | Павел Санаев                                                     |
| Русалка                                 | Россия                                              | 2007      | Анна Меликян                                                     |
| Кремень                                 | Россия                                              | 2007      | Алексей Мизгирёв                                                 |
| Платон                                  | Россия                                              | 2008      | Вартан Акопян                                                    |
| Плюс один                               | Россия                                              | 2008      | Оксана Бычкова                                                   |
| Московский жиголо                       | Россия                                              | 2008      | Дмитрий Фикс                                                     |
| Стиляги                                 | Россия                                              | 2008      | Валерий Тодоровский                                              |
| Царь                                    | Россия                                              | 2009      | Павел Лунгин                                                     |
| Сумасшедшая помощь                      | Россия                                              | 2009      | Борис Хлебников                                                  |
| Москва, я люблю тебя!                   | Россия                                              | 2010      | Различные режиссёры                                              |
| Мастер и Маргарита                      | Россия                                              | 1994-2011 | Юрий Кара                                                        |
| Служебный роман. Наше время             | Россия                                              | 2011      | Сарик Андреасян                                                  |
| Фантом                                  | США, Россия                                         | 2011      | Крис Горак                                                       |

### Документальные фильмы
| Фильм                                  | Страна, студия                             | Год  | Режиссёр                                                      |
| -------------------------------------- | ------------------------------------------ | ---- | ------------------------------------------------------------- |
| Москва в снежном убранстве             | Братья Пате (московское представительство) | 1908 | Жозеф-Луи Мундвиллер                                          |
| Москва                                 | СССР                                       | 1927 | Михаил Кауфман, Илья Копалин                                  |
| Есть метро!                            | СССР                                       | 1935 | Лидия Степанова                                               |
| Разгром немецких войск под Москвой     | СССР                                       | 1942 | Леонид Варламов, Илья Копалин                                 |
| Слава Москве                           | СССР, ЦСДФ                                 | 1947 | Самуил Бубрик, Иосиф Посельский, Яков Бабушкин (II), К. Шапка |
| Москва встречает космонавта-2          | СССР                                       | 1961 | Ольга Подгорецкая                                             |
| Москва встречает богатырей космонавтов | СССР                                       | 1964 | Ирина Венжер, Нина Соловьёва                                  |
| Московский Кремль                      | СССР                                       | 1986 | Илья Гутман                                                   |

### Сериалы
| Фильм                         | Страна, студия | Год       | Режиссёр            |
| ----------------------------- | -------------- | --------- | ------------------- |
| Война и мир                   | СССР, Мосфильм | 1965—1967 | Сергей Бондарчук    |
| Место встречи изменить нельзя | СССР           | 1979      | Станислав Говорухин |
| Гостья из будущего            | СССР           | 1984      | Павел Арсенов       |
| Маросейка, 12                 | Россия         | 2000      |                     |
| Бригада (телесериал)          | Россия         | 2002      |                     |
| Московская сага               | Россия         | 2004      | Дмитрий Барщевский  |
| Москва. Центральный округ     | Россия         | 2003      |                     |
| Москва. Центральный округ 2   | Россия         | 2004      |                     |
| Мастер и Маргарита            | Россия         | 2005      | Владимир Бортко     |
| Александровский сад           | Россия         | 2005      |                     |
| МУР есть МУР 2                | Россия         | 2005      |                     |
| Громовы. Дом надежды          | Россия         | 2007      | Александр Баранов   |

### Мультфильмы
| Мультфильм                                                                  | Страна, студия        | Год  | Режиссёр                              |
| --------------------------------------------------------------------------- | --------------------- | ---- | ------------------------------------- |
| Весёлая Москва (Необычайные похождения Фанфарона Барансона и щенка Биплана) | СССР, Москинокомбинат | 1934 | Ольга Ходатаева                       |
| Тебе, Москва!                                                               | СССР                  | 1947 | Григорий Ломидзе                      |
| Шпионские страсти                                                           | СССР                  | 1967 | Ефима Гамбурга                        |
| Красные ворота Расёмон                                                      | Россия, Пилот         | 2002 | Александр Татарский, Валентин Телегин |

### Киножурналы
- «На защиту родной Москвы» (1941—1942)
- «Московская кинохроника» (1955—1959)
- «Москва» (1972—1987)